# Albert Bronner
Albert Bronner (* 2. November 1914 in Rosenweiler; † 31. März 1997 in Straßburg) war ein französischer Ophthalmologe und Hochschullehrer.

## Leben
Bronner war ein Sohn des Jacques Bronner (* 1877; † 1932) und dessen Ehefrau Marie-Anne Melly (* 1882; † 1937). Er besuchte das Collège Freppel in Obernai und studierte ab 1939 Medizin an der Universität Straßburg bzw. nach der deutschen Besetzung Straßburgs in Clermont-Ferrand, wohin die Universität evakuiert wurde. Ab 1940 widmete er sich der Augenheilkunde. Zu seinen Lehrern gehörten Félix Lagrange und Edmond Redslob. 1940 schloss er sich der Résistance an. Am 24. Juni 1943 wurde er in Clermont-Ferrand durch die Gestapo verhaftet, zunächst in den Gefängnissen von Moulins und Compiègne inhaftiert und am 15. Juli 1944 in das KZ Neuengamme deportiert.
Nach dem Krieg setzte Bronner seine universitäre Karriere fort. Am 1. Oktober 1969 wurde er als Nachfolger von Jean Nordmann zum ordentlichen Professor an der Universitätsaugenklinik in Straßburg berufen. In seinen über 200 Fachpublikationen beschäftigte er sich schon früh mit der Korrektur von Fehlsichtigkeit durch Kontaktlinsen.
Für seine Arbeiten wurde er unter anderem mit dem Ferry-Preis (1947) und der  Médaille d’Or Paul Chibret (1978) ausgezeichnet. Er war Vorsitzender des Syndicat national des ophtalmologistes français (Nationaler Verband der französischen Augenärzte), Berater der Ärztekammer (bis 1974), Mitgründer und Vizepräsident des Nationalen Kollegiums der Lehrer der Augenheilkunde sowie zahlreicher weiterer Fachgremien. Die Deutsche Ophthalmologische Gesellschaft ernannte ihn 1981 zum Ehrenmitglied.
Bronner war Vorsitzender der Association des déportés et résistants de l’Université. Er starb 1997 und fand seine letzte Ruhestätte auf dem Cimetière Saint-Louis in Strasbourg-Robertsau (Sektion 2P-4-7).

## Auszeichnungen
- Médaille de la Résistance mit Rosette (1947)
- Ritter der Ehrenlegion (1974)
- Offizier des Ordre national du Mérite (1977).